# Cuncumén (conjunto folclórico)
Cuncumén (en mapudungun: 'murmullo del agua') es un conjunto chileno formado en 1955 por un grupo de estudiantes de folclore de la escuela de verano de la Universidad de Chile, bajo el amparo de la maestra Margot Loyola.

## Historia
Tras su creación, el grupo Cuncumén destacó por ser la primera agrupación que interpretaba música y letra recopilada del campo chileno por investigadores y los propios integrantes. La estética instrumental y vocal impuesta por Rolando Alarcón, su primer director, además del trabajo escénico que realiza Víctor Jara (integrante por varios años del conjunto) los volvió un referente para los grupos que se siguen formando. La mayoría de los y las jóvenes que participaban en el grupo eran estudiantes o profesores egresados de la Universidad de Chile lo que agregó una metodología propia del estudio de las tradiciones musicales.
Entre 1955 y 1973, grabaron nueve LP con el sello Odeón como parte de la colección El folclore de Chile y habían grabado la mitad de un décimo trabajo hasta el golpe de Estado. En ese período, además, se presentaron en diversos escenarios como las giras Chile Ríe y Canta, el Teatro de la Universidad de Chile, Festival de Viña y realizaron extensas giras por la Unión Soviética y otros estados socialistas. Luego de una de esas itinerancias, en 1962 el grupo sufrió un cisma que se marcó con la partida de integrantes esenciales como Rolando Alarcón, Silvia Urbina y Clemente Izurieta, entre otros. Después de complejas disputas, el grupo siguió funcionando bajo la dirección de Jaime Rojas, fundador y después de algunos meses de incertidumbre, logró recuperar su sitio entre los grupos folclóricos.
El conjunto se desarmó después del golpe de Estado de 1973, tras un intento fallido de reunión en Suecia. En los años 1980, Mariela Ferreira Sepúlveda, hija del Dr. Carlos Ferreira, que fuera diputado por el Partido Radical, y de Guillermina Sepúlveda Délano (integrante desde 1960) organizó el Taller Cuncumén, con otros músicos chilenos, que es el preámbulo para el regreso del grupo a la vida pública en Chile en 1992. En ese grupo se reunieron Mariela Ferreira con Rojas y otras exintegrantes de los años 1960, como Lidia Durán y Ana María Báez. Desde ese momento han grabado cuatro cedés con el sello Alerce y han comenzado a difundir sus propias composiciones, en general musicalizaciones de poetas latinoamericanos. Además, el grupo en los últimos años se ha renovado con la presencia de jóvenes venidos de los talleres realizados por Mariela Ferreira Sepúveda bajo el nombre de "Cuncumenitos", y han efectuado giras a Suecia y Argentina.